# 나의 히어로 아카데미아 더 무비: 월드 히어로즈 미션
《나의 히어로 아카데미아 더 무비: 월드 히어로즈 미션》(僕のヒーローアカデミア THE MOVIE ワールド ヒーローズ ミッション, MY HERO ACADEMIA: World Heroes Mission)는 일본에서 제작된 나가사키 켄지 감독의 2021년 애니메이션 영화이자, 나의 히어로 아카데미아의 세 번째 극장판이다. 야마시타 다이키 등이 주연으로 출연하였다. 2021년 8월 6일 일본에서 개봉되었다.

## 출연

### 주연
- 야마시타 다이키 - 미도리야 이즈쿠(데쿠) 목소리 역
- 오카모토 노부히코 - 바쿠고 카츠키 목소리 역

### 조연
- 미야케 켄타 - 올마이트 목소리 역
- 사쿠라 아야네 - 우라라카 오차코 목소리 역
- 카지 유우키 - 토도로키 쇼토 목소리 역
- 이나다 테츠 - 엔데버 목소리 역
- 나카무라 유이치 - 호크스 목소리 역
- 마스다 토시키 - 키리시마 에이지로 목소리 역
- 유우키 아오이 - 아스이 츠유 목소리 역
- 호소야 요시마사 - 토코야미 후미카게 목소리 역
- 신도 케이 - 지로 쿄카 목소리 역
- 이세 마리야 - 베로스 목소리 역
- 에노키 준야 - 서펜터즈 목소리 역
- 우메하라 유이치로 - 시데로 목소리 역
- 사카타 쇼고 - 레비아탄 목소리 역
- 혼나 요코 - 클레어 보얀스 목소리 역
- 노지마 히로후미 - 앨런 케이 목소리 역
- 나카이 카즈야 - 플렉트 턴 목소리 역
- 히야시바라 메구미 - 피노 목소리 역
- 요시자와 료 - 로디 소울 목소리 역